# Nittiotalet
Den här artikeln handlar om den litteraturhistoriska termen. För tidsperioder som benämns 90-talet, se respektive århundrades artikel för detta, till exempel 1890-talet, 1990-talet eller 90-talet (90-99 e.Kr.).

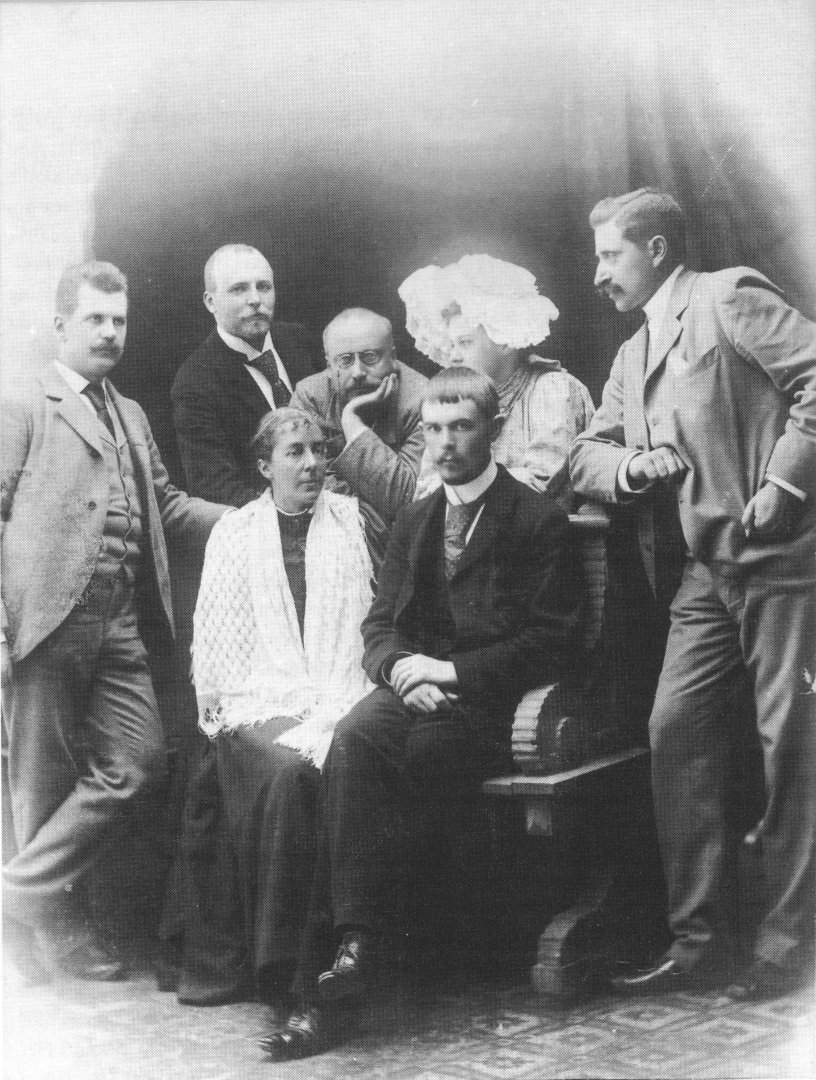
Nittiotalisterna 1896. Efter Heidenstams bröllop på Blå Jungfrun samlade för fotografering. Från vänster: Kritikern Edvard Alkman, målaren Gustaf Ankarcrona, Gustaf Fröding, Heidenstams unga hustru Olga Wiberg och han själv. Sittande: Cecilia Fröding (syster till Gustaf) och Albert Engström.

Nittiotalet är en litteraturhistorisk term för det svenska 1890-talet. Nittiotalet var en reaktion mot åttiotalets debattinriktade Brandes-inspirerade realism och naturalism. Eran inleddes 1888 med Verner von Heidenstams Vallfart och vandringsår. Perioden efterträddes av dekadenslitteraturen som gjorde sitt första inträde i svensk litteratur 1895 med Hjalmar Söderbergs Förvillelser.
Åttiotalslitteraturen hade huvudsakligen handlat om åsikter och samhällsproblem. Med nittiotalets inbrott fick åsikterna träda tillbaka, och fokus hamnade människan i all sin komplexitet. Åttiotalets realism och naturalism hade sina banerförare bland Stockholmslitteratörer. Nittiotalet utgår däremot från Sveriges landsbygd, från Heidenstams Tiveden, från Frödings och Selma Lagerlöfs Värmland, från Karlfeldts Dalarna. Den nya diktningen genomströmmas av en varm kärlek till hembygden.
Nittiotalet är väl avgränsat då det rör sig om en grupp jämnåriga diktare (de så kallade nittiotalisterna) som gett uttryck för sina åsikter i programskrifter. Heidenstam skrev 1889 i Renässans att en motreaktion mot naturalismen var på väg och i Pepitas Bröllop skrev han tillsammans med Oscar Levertin om "en skönhetens poesi, som ej går i sele framför nyttans lass". Andra programskrifter var Gustaf Frödings Naturalism och romantik och Om humor i Ur dagens krönika (1890) och Ola Hanssons Materialismen i skönlitteraturen (1892). Hans Larsson formulerade i Intution en helhetssyn för riktningen.
1891 blev året för riktningens genombrott inom svensk litteratur. Det största prosaverket Selma Lagerlöfs Gösta Berlings saga släpptes detta år, och även Fröding, Per Hallström och Levertin fick sina genombrott detta år. Av de övriga nittiotalsförfattarna märks främst Erik Axel Karlfeldt som debuterade först 1895. En särställning i kretsen intog Albert Engström, författare och bildkonstnär, med folklig förankring och robust humor.
Andra som var del av den nya strömningen var Ellen Key, Karl-Erik Forsslund och Axel Lundegård. Av åttiotalisterna kom Ola Hansson och August Strindberg att influeras på vägar som i mångt och mycket sammanföll med nittiotalisternas författarriktning. 
Nittiotalismen hör samman med en större europeisk strömning av delvis romantisk karaktär, och uppvisar släktskap med den franska symbolismen och reaktionen mot Émile Zolas naturalism, något som är särskilt tydligt hos Oscar Levertin.
Nittiotalismen fick inflytande inte bara inom litteraturen utan även inom konst, arkitektur, musik och andra områden. Det stämningsstarka landskapsmåleri som bars fram av främst Konstnärsförbundet och prins Eugen har ofta uppmärksammats i sammanhanget.
Skansen, som 1891 grundades av Arthur Hazelius är ett exempel på det nyväckta intresset för folklig tradition och provinskultur. Den 1892 grundade tidskriften Ord&Bild fick stor betydelse för rörelsen, liksom att Oscar Levertin 1897 blev litteraturkritiker på Svenska Dagbladet, och under de närmaste tio åren kom nittiotalisterna att dominera den svenska litteraturkritiken.
Nationalmedvetandet och bygderomantiken blev viktiga vilket kan märkas i Frödings och Karlfeldts dikter. Litteraturforskaren Levertin spelade en viktig roll och gjorde sin poetiska debut 1891 med Legender och visor. Diktsamlingen har starka medeltidsinfluenser. Per Hallström kom 1891 ut med Lyrik och fantasier som följdes av en rad novellsamlingar som ofta hade historiska teman.